# والتر بلوم
والتر بلوم (بالألمانية: Walter Bluhm)‏ هو ممثل ألماني، ولد في 5 أغسطس 1907 ببرلين في ألمانيا، وتوفي في 2 ديسمبر 1976 بميونخ في ألمانيا بسبب سرطان.

## وصلات خارجية
- والتر بلوم على موقع IMDb (الإنجليزية)
- والتر بلوم على موقع ألو سيني (الفرنسية)
- والتر بلوم على موقع ميوزك برينز (الإنجليزية)
- والتر بلوم على موقع قاعدة بيانات الأفلام السويدية (السويدية)
- والتر بلوم على موقع ديسكوغز (الإنجليزية)
- والتر بلوم على موقع قاعدة بيانات الفيلم (الإنجليزية)
- والتر بلوم على موقع كينوبويسك (الروسية)